# Monte (Riotuerto)
Monte es una localidad del municipio de Riotuerto (Cantabria, España). En el año 2021 la localidad contaba con 157 habitantes (INE). Monte está ubicado a 265 metros de altitud sobre el nivel del mar, y a 3 kilómetros de la capital municipal, La Cavada.